# Complexe numérique de Guro (métro de Séoul)
Complexe numérique de Guro (en coréen : 구로디지털단지역 et officiellement en anglais : Guro Digital Complex) est une station de passage de la ligne 2 du métro de Séoul. Elle est située 477 Dorimcheon-ro, dans l'arrondissement de Guro-gu à Séoul en Corée du Sud.
Ouverte en 1984, elle est desservie par les rames omnibus qui circulent sur la ligne 2.

## Situation sur le réseau

Plan du réseau (2023)

Établie en surface et en aérien, la station Complexe numérique de Guro est située sur la ligne circulaire de la ligne 2 du métro de Séoul entre les stations Daerim, en direction de Hôtel de Ville, rotation dans le sens des aiguilles d'une montre, et Sindaebang, en direction de Hôtel de Ville, rotation dans le sens inverse des aiguilles d'une montre.

## Histoire
La station, alors dénommée Guro Industrial Complex Station, est mise en service le 22 mai 1984, lors de l'ouverture à l'exploitation de la section de Université nationale de Séoul à Euljiro 1(il)-ga (via Sindorim) qui marque l'achèvement de la ligne circulaire de la ligne 2 du métro de Séoul.
La station est renommée Complexe numérique de Guro le 1er octobre 2004.

## Services aux voyageurs

### Accès et accueil
Établie au 477 Dorimcheon-ro, la station dispose de six accès, numérotés de 1 à 6. Des escaliers, escaliers mécaniques et ascenseurs permettent les circulations piétonnes entre les différents niveaux. Elle est notamment équipée d'automates pour l'achat de titres de transport. Les quais de la station sont équipés de portes palières.

### Desserte
Complexe numérique de Guro est desservie par les rames omnibus qui circulent sur la ligne Suine–Bundang.

Installations
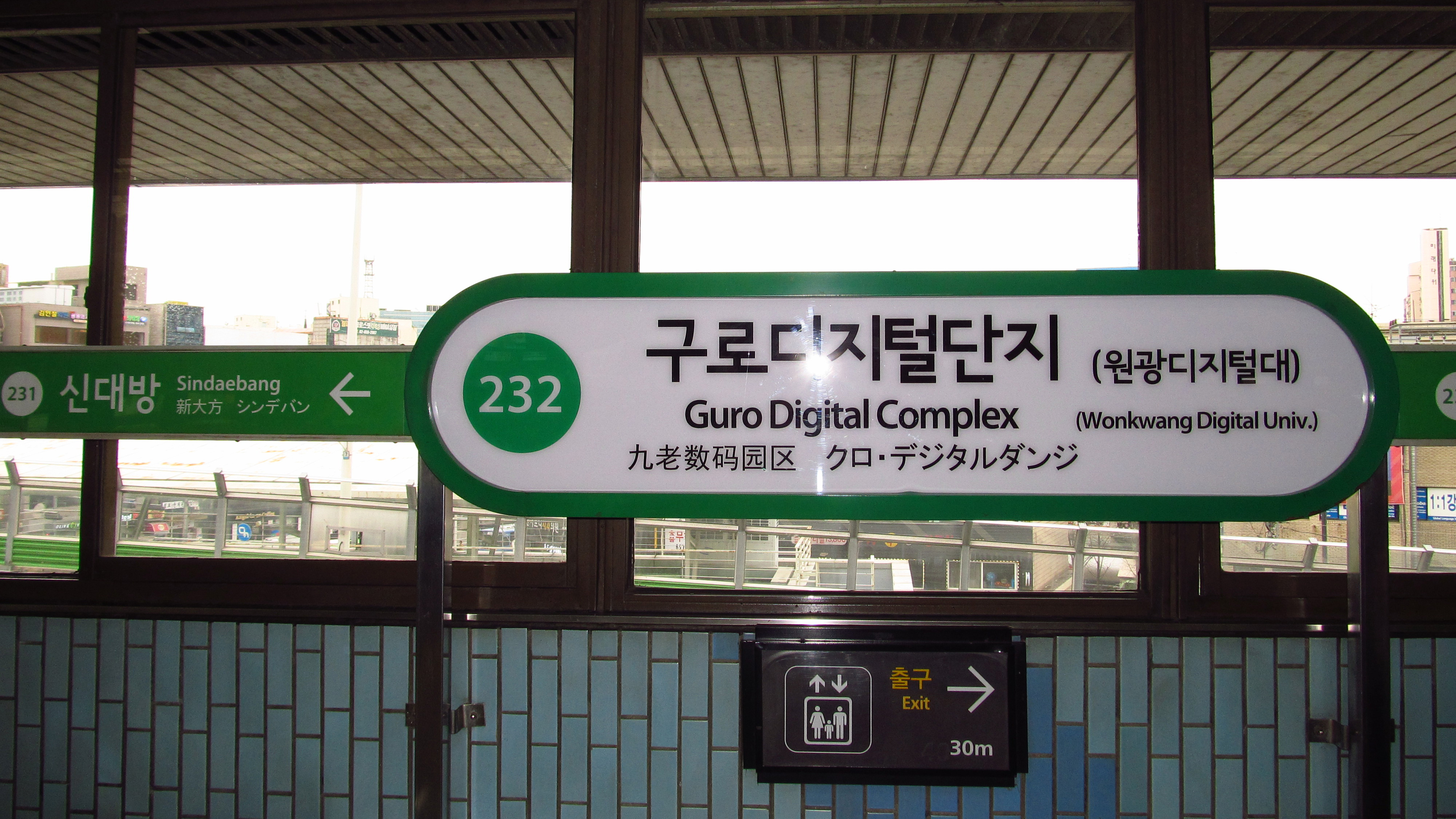
En 2018.
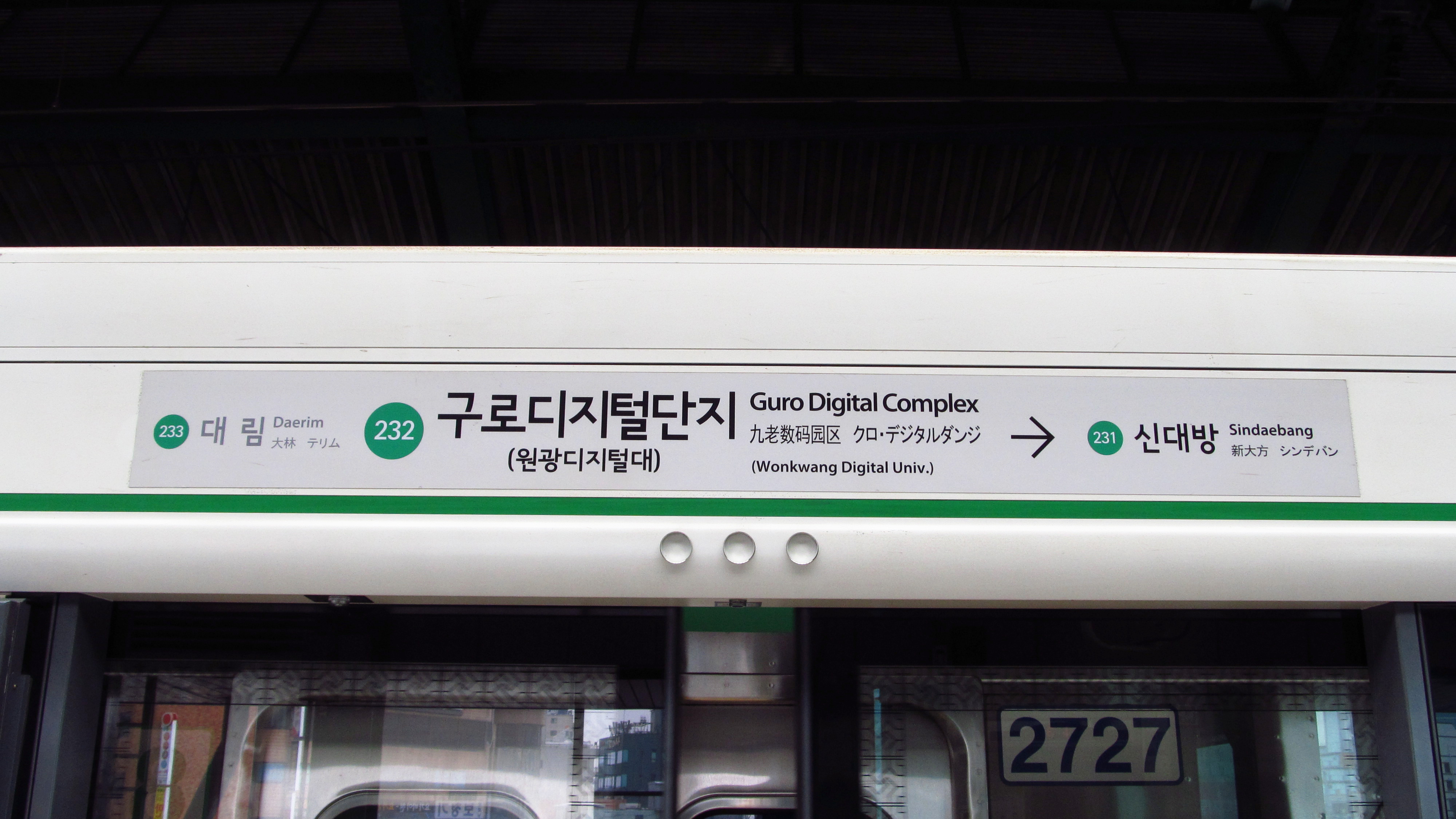
En 2018.
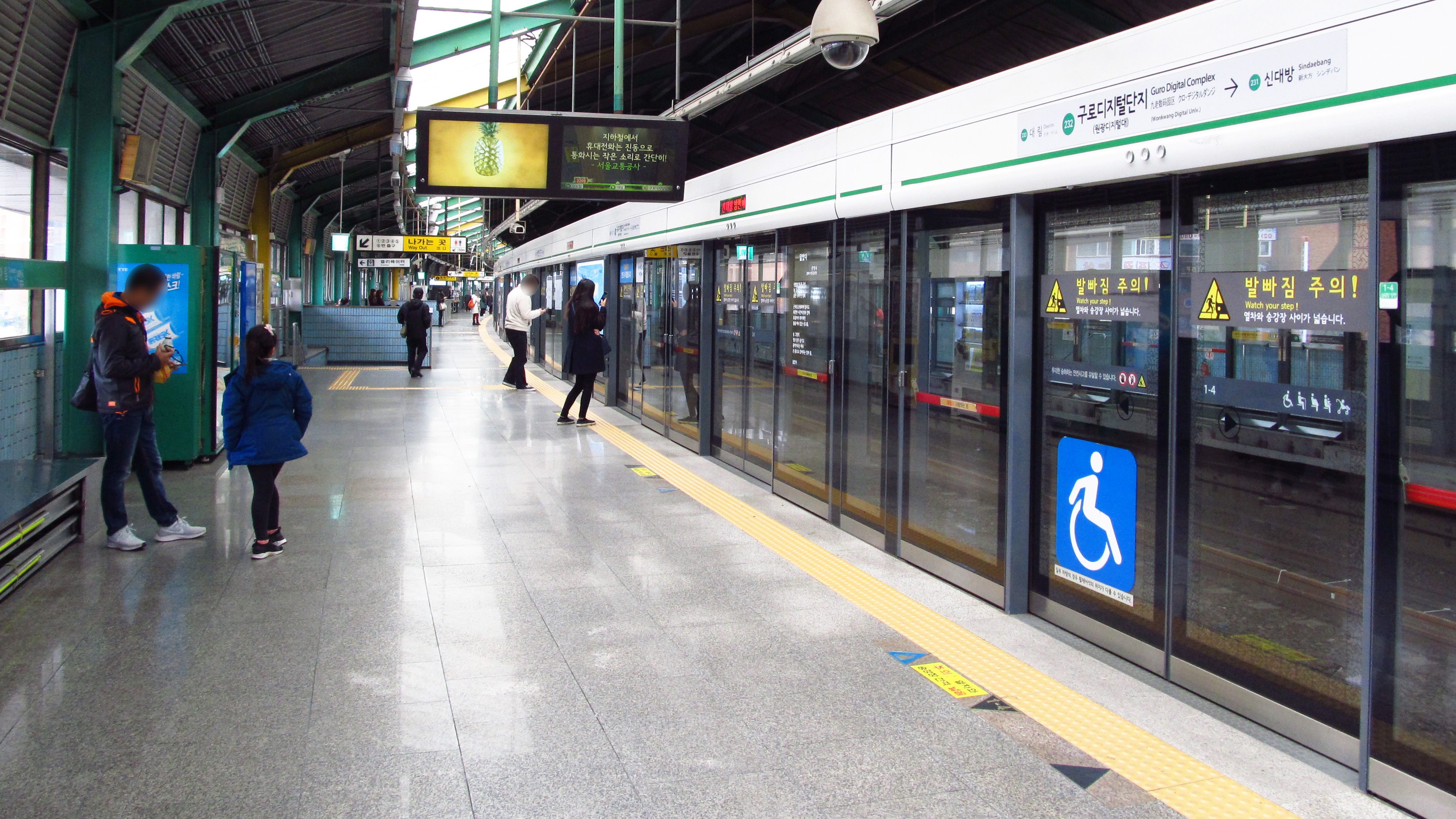
En 2018.

### Intermodalité
Des arrêts de bus urbains sont situés à proximité de certains accès.

## À proximité
Notamment un collège est proche de la station